# Colobogaster cayennensis
Colobogaster cayennensis es una especie de escarabajo del género Colobogaster, familia Buprestidae. Fue descrita científicamente por Herbst en 1801.